# Schwimmratten
Die Schwimmratten (Hydromys) sind im engeren Sinne eine in Australien und Neuguinea verbreitete Gattung aquatischer Nagetiere aus der Gruppe der Altweltmäuse (Murinae).

## Allgemeines
Mit einer Kopfrumpflänge von 12 bis 35 Zentimetern und einem etwa ebenso langen Schwanz gehören hierher manche eher zierliche Arten, aber auch einige für Altweltmäuse relativ große Tiere. Das Fell der Schwimmratten ist an der Oberseite dunkelbraun, gelbbraun oder grau gefärbt, die Unterseite ist leuchtend orange bis bräunlich. Als Anpassungen an das Wasserleben haben sie einen stromlinienförmigen Körperbau, hoch oben am Kopf befindliche Augen und breite, mit kleinen Schwimmhäuten versehene Füße.
Schwimmratten sind in Australien und Neuguinea beheimatet. Sie leben entlang von Flussufern und Seen sowie in Sümpfen. Im Ufer legen sie einen Bau an, der mit Pflanzenmaterial ausgepolstert wird. In der Dämmerung gehen sie auf die Jagd nach Fischen und Wasserinsekten; daneben werden auch Krebstiere, Frösche, Wasserschildkröten und Vögel erbeutet.

## Systematik
Innerhalb der Altweltmäuse sind die Schwimmratten die Namensgeber der Hydromys-Gattungsgruppe, einer vorwiegend in Neuguinea verbreiteten Gruppe häufig wasserbewohnender Nagetiere, die daneben noch die Monckton-Schwimmratten (Crossomys), die Bergschwimmratten (Parahydromys), die Neuguinea-Bergwasserratten (Paraleptomys) sowie die Gattungen Baiyankamys und Microhydromys umfasst. Keine enge Verwandtschaft besteht hingegen zu den südamerikanischen Fischratten, die in konvergenter Evolution ganz ähnliche Merkmalsausprägungen erfahren haben.
Nach genetischen Untersuchungen von Lecompte et al. (2008) sind die Tiere der Hydromys-Gruppe Teil einer vorwiegend in Neuguinea und Australien verbreiteten Radiation der Altweltmäuse, den Hydromyini. Diese Radiation umfasst noch die Chrotomys-Gruppe, die Lorentzimys-Gruppe, die Pogonomys-Gruppe, die Pseudomys-Gruppe, die Uromys-Gruppe und die Xeromys-Gruppe. Mit den Eigentlichen Ratten (Rattus) besteht hingegen nur eine sehr entfernte Verwandtschaft.
Die Gattung umfasst vier Arten
- Die Goldbauch-Schwimmratte (Hydromys chrysogaster) ist in weiten Teilen Australiens und Neuguineas sowie auf den Südlichen Molukken beheimatet.
- Die Westliche Schwimmratte (Hydromys hussoni) lebt im westlichen und mittleren Neuguinea.
- Die Neubritannien-Schwimmratte (Hydromys neobritannicus) kommt auf der Insel Neubritannien vor.
- Hydromys ziegleri wurde erst 2005 von Helgen beschrieben,[2] die Art ist nur von einer Fundstelle im nördlichen Neuguinea bekannt.

Zwei weitere Arten, Hydromys habbema und H. shawmayeri werden heute als eigene Gattung Baiyankamys geführt.
Die IUCN listet die Goldbauch-Schwimmratte als „nicht gefährdet“ (least concern) und die anderen drei Arten unter „zu wenig Daten vorhanden“ (data deficient).

## Name
Der griechische Name Hydromys bedeutet „Wassermaus“. In Australien tragen sie den Namen Beaver Rats („Biberratten“); im deutschen Sprachgebrauch wird dieser Name hingegen für die Nutria verwendet.